# Distanzradfahrt Wien–Berlin 1893

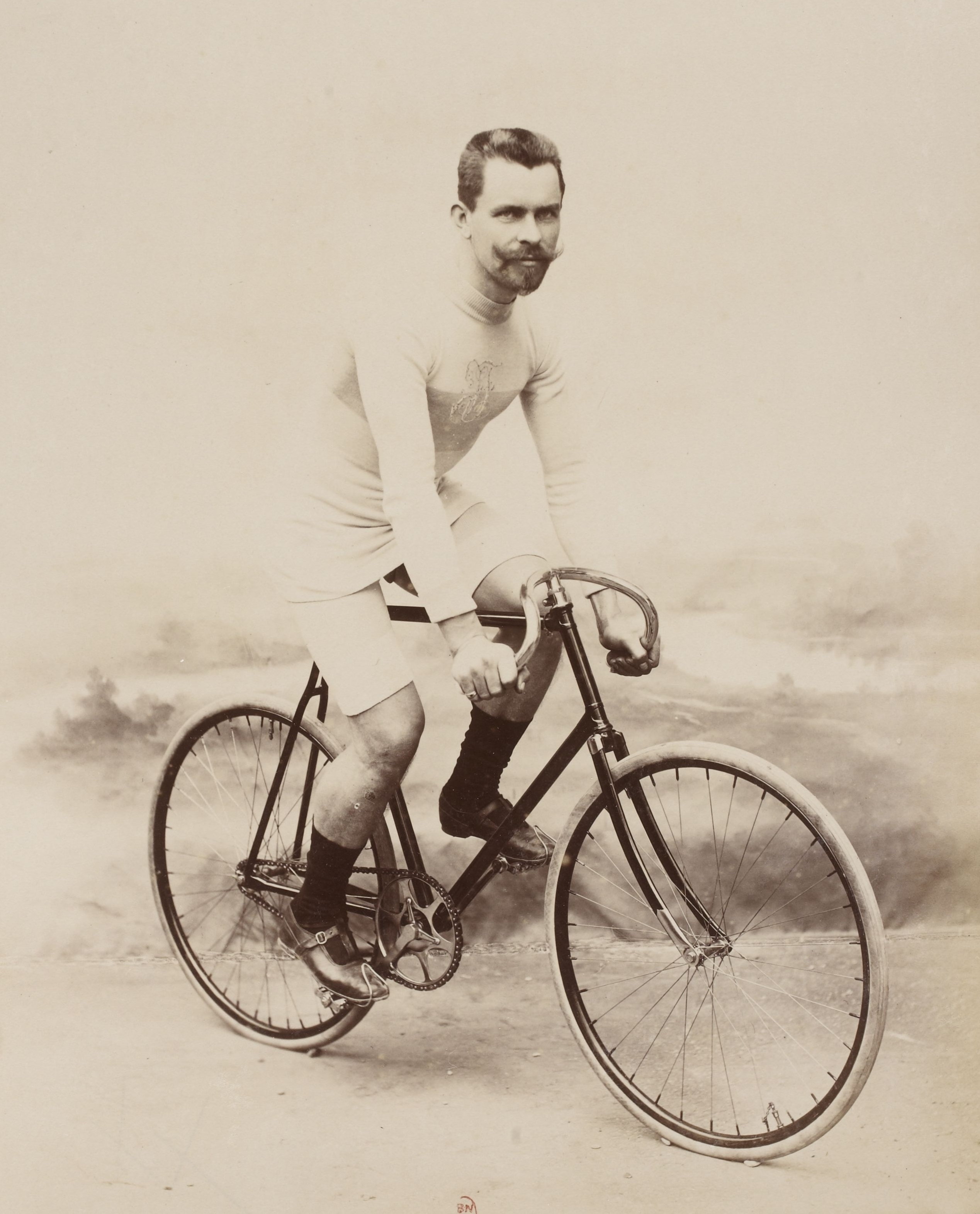
Josef Fischer siegte beim Rennen Wien–Berlin 1893

Georg Sorge belegte den zweiten Platz

Die Distanzradfahrt Wien–Berlin fand vom 29. bis 30. Juni 1893 statt und führte über 582,5 Kilometer. Es war das bedeutendste deutsche und österreichische Straßenrennen vor dem Ersten Weltkrieg und leitete einen Fahrradboom in diesen beiden Ländern ein.

## Vorbereitungen
Anlass für die Distanzradfahrt war der Distanzritt Berlin–Wien, Wien–Berlin 1892. Der geplante gleichzeitige Start von Radfahrern wurde vom Preußischen Kriegsministerium in Berlin hintertrieben, da man die reitenden Offiziere nicht der Konkurrenz von Radfahrern aussetzen wollte. Das Radfahren war Militärs und auch generell in der Stadt Berlin damals verboten und galt als exaltiertes Hobby von Wohlhabenden. Daraufhin wurde auf Anregung des Radrennfahrers Johannes Pundt ein „Comité“ zur Organisierung des Radrennens von Berlin nach Wien im Jahr darauf gegründet; Spendenaufrufe in der äußerst interessierten Presse, die das Vorhaben als großes nationales Ereignis betrachtete, brachten allein auf deutscher Seite 6000 Mark an Bargeld und 5000 Mark an Wertpreisen ein. Das Rennen war für „Herrenfahrer“ (Amateure) in Deutschland und Österreich-Ungarn ausgeschrieben, das Startgeld betrug zehn Mark.

## Start in Wien und Rennverlauf
Zu Ehren der Distanz-Radfahrer fanden schon vier Tage vor dem Start Radwettfahrten in Wien statt. Empfänge, eine Stadtbesichtigung sowie ein Festkommers standen ebenso auf dem Programm wie ein Nachtkorso mit mehreren Hundert Radfahrern und Radfahrerinnen auf geschmückten und beleuchteten Rädern.
Die Distanzfahrt selbst wurde am Donnerstag, 29. Juni 1893, morgens um 6 Uhr in Floridsdorf bei Wien vor 8000 Zuschauern gestartet. 117  Fahrer wurden in 15 Gruppen mit einem Abstand von fünf Minuten losgeschickt. Als Favorit galt der spätere Bahn-Weltmeister von 1894, August Lehr. Er soll 16 persönliche „Pacemaker“ mit im Rennen gehabt haben. Trotzdem musste der Bahnfahrer Lehr bei diesem Straßenrennen früh aufgeben, da er es zu schnell angegangen war. Anfangs führte der Kölner Georg Sorge, er wurde aber später von Josef Fischer aus München überholt. Fischer erreichte Berlin als Sieger nach 31:00:22,4 Stunden, das bedeutete 19 km/h Durchschnittsgeschwindigkeit. Zehnter mit 36 Stunden und 37 Minuten wurde Bruno Büchner, der sich später als Luftfahrtpionier einen Namen machte. Als größte Schwierigkeit beschrieben Teilnehmer die schlechten Straßenverhältnisse in Österreich, wo der größte Teil der Strecke „nicht chaussiert“ war. Dazu kamen noch zeitweilig einige schwere Gewitter, die zu etlichen Aufgaben führten.
Voller Bewunderung schrieb das Organisations-Comité unter die abschließende Kontroll-Liste, die alle Finalisten hatten unterschreiben müssen: „Keine von allen Unterschriften verräth jedoch die riesige Anstrengung und Anspannung des ganzen Nervensystems, welche die Riesenleistung erforderte; hier beweist die Unterschrift, was Menschenwille und Menschenkraft zu leisten vermag.“
Zum Vergleich: Im Jahr zuvor war die Distanz zu Pferd in 72 Stunden bewältigt worden. Innerhalb einer Woche nach dem Rennen waren 30 Pferde der teilnehmenden Reiter verendet.

## Ankunft in Berlin

Die ersten Sechs der Distanzfahrt, v. l. n. r.: Paul Mündner (6.), C. Andersen (4.), Georg Sorge (2.), Josef Fischer (1.), Franz Gerger (3.), Max Reheis (5.)

Tausende von Zuschauern empfingen Fischer mit Hurra-Rufen und bildeten ein Spalier die Straße in Berlin-Tempelhof entlang. Zweiter wurde Sorge, der ebenfalls unter 32 Stunden blieb; die nächsten vier Fahrer benötigten schon mehr als 34 Stunden. Nur 38 Fahrer erreichten das Ziel innerhalb der Karenzzeit von 50 Stunden. In der Nacht hatten heftige Gewitter gewütet, viele hatten aufgegeben, manche sich sogar verirrt. Der Sieger Josef Fischer wurde mit einem Thalerhumpen in Wert von 800 Mark, einer Goldmedaille und einer Kiste Rheinwein geehrt.
Auch in Berlin hatte man ein Festprogramm zum Empfang der Rennfahrer organisiert, mit Korso und Rennen auf der Bahn von Halensee.

## Organisation
Die Radrennfahrer erhielten vom „Comité“ Landkarten, Routenbeschreibungen und Papiere für den Grenzübertritt. Die wesentlichen Informationen waren in einem Fahrtenbuch zusammengefasst. Auch wurden darin die Kontrollunterschriften geleistet. Das Fahrtenbuch des Teilnehmers Oskar Jander aus Dresden blieb erhalten und lange im Besitz des ehemaligen Chemnitzer Rennfahrers Werner Richter. Es wurde in Teilen in einem Buch veröffentlicht. Auf der Strecke waren 300 Kontrollposten besetzt. Per Telegramm wurde die Durchfahrt der Teilnehmer gemeldet, für die Zeitnahme wurden zwei Chronometer eingesetzt, von denen einer per Schnellzug nach Berlin gebracht wurde.

## Bekannte Teilnehmer
- Bruno Büchner
- Josef Fischer
- Franz Gerger
- Anton Knubel
- August Lehr
- Georg Sorge

## Auswirkungen

Defilee und Gruppenfoto der Sieger von Wien-Berlin 1908

Ab den 1870er Jahren standen Fahrrad und Pferd als individuelle Transportmittel miteinander in Konkurrenz. Deshalb fanden damals häufig sportliche Vergleiche zwischen Fahrradfahrern und Reitern statt. Reine Radrennen wiederum hatten anfangs den primären Zweck, die Leistungsfähigkeit von Fahrrädern unter Beweis zu stellen. Auch die Frage, welches Fabrikat ein Rennen gewann, war von großer Bedeutung. Eine Reihe von Fahrrad- und Reifenherstellern – darunter Adam Opel, Continental und Michelin – hatten Sachpreise für die Distanzfahrt gestiftet. Zudem nahmen zwei Söhne von Opel an dem Korso in Wien teil. Nach der Distanzfahrt erschienen Werbeanzeigen der erfolgreichsten Fahrradmarken.
Die Distanzradfahrt Wien–Berlin hatte bewiesen: Mit dem Fahrrad war man schneller unterwegs als mit dem Pferd. Außerdem hatte das Fahrrad seine Tauglichkeit als unverwüstliches Reisegefährt bewiesen. In den folgenden Jahren boomte die Fahrradproduktion in Deutschland und Österreich, was auf die publizistischen Auswirkungen der Distanzfahrt, aber auch auf die Einführung der ersten Luftreifen im Jahr 1892 zurückgeführt werden kann. Der Zweitplatzierte von „Wien-Berlin“, Georg Sorge, gründete in Köln die Allright-Fahrradwerke.
Der Erfolg der Distanzfahrt, deren Organisatoren auch von den französischen Radrennen Bordeaux–Paris und Paris–Brest–Paris inspiriert worden waren, bedeutete den Beginn des Straßenradsports in Deutschland: eine deutliche Zunahme von Straßenrennen, wachsende Presseresonanz sowie eine wachsende Zahl von Straßenrennfahrern. Fünfmal – 1908 (Sieger: Hans Ludwig), 1911 (Hans Hartmann), 1912 (Franz Suter), 1913 (Paul Thiel) und 1914 (Erich Aberger) – wurde das Rennen danach nochmals veranstaltet.

## Neuauflage als Gravel-Rennen seit 2022
Seit 2022 werden moderne Gravel-Editionen der Distanzradfahrt Wien–Berlin veranstaltet, die die historische Strecke von Wien nach Berlin wieder aufleben lassen. Diese Editionen folgen der ursprünglichen Route von 1893 und verlaufen auf Schotterwegen, um der Tatsache Rechnung zu tragen, dass die ersten Auflagen vor der Asphaltierung stattfanden.
Die erste Gravel-Edition im Jahr 2022 markierte das erste Mal, dass eine weibliche Teilnehmerin, Marei Moldenhauer, das Rennen erfolgreich beendete. Im Jahr 2023 fuhr Amanda Voss beim 125-jährigen Jubiläum als Erste über die Ziellinie. Bei den Männern kam Richard Schroeder 2022 und Davy Gouma 2023 als Erster ins Ziel. Besonders herausfordernd war die 2023er Edition, da das Teilnehmerfeld mit extremen Wetterbedingungen konfrontiert war.

## Kickdistance 2018 und 2023
Zum 125- wie auch 130-jährigen Jubiläum der Distanzfahrt fanden 2018 und 2023 Wiederholungen statt, allerdings mit Renntretrollern. Es galt, die historische Zeit von Josef Fischer (31:00:22,4 Stunden) zu schlagen. Dies gelang 2023 dem Sieger Michal Veselský mit 30:03:36 Stunden, wobei schon der Zweitplatzierte, der damals amtierende Deutsche Meister im Tretrollersport, Andreas Böhm, 34:34:44 Stunden benötigte. Böhm fuhr jedoch, wie die Radfahrer 130 Jahre vor ihm, ohne motorisierte Begleitung. Im Juni 2024 wurde auch das Radrennen Mailand–München von 1894, das ebenfalls Josef Fischer gewann, als Kickdistance wiederholt.